# 국도 제53호선 (이란)
국도 제53호선(Road 53, 페르시아어: جاده 53)은 차하르마할에바흐티아리주의 샤흐레코르드를 출발, 보루젠까지 이어주는 총 연장 62 km 거리를 가진 이란의 일반 국도이다. 그러나 이 국도 노선은 이란 전체의 국도 노선 중 가장 짧은 국도 노선으로 선정되었다.

## 같이 보기
- 국도 제91호선 (이란) - 이란에서 가장 긴 국도 노선 (총 연장 1,720 km)
- 국도 제73호선 (이란) - 이란에서 2번째로 짧은 국도 노선 (총 연장 75 km)